# NGC 5741
NGC 5741 est une galaxie elliptique (lenticulaire ?) située dans la constellation de la Balance. Sa vitesse par rapport au fond diffus cosmologique est de 8 059 ± 42 km/s, ce qui correspond à une distance de Hubble de 118,9 ± 8,3 Mpc (∼388 millions d'al). NGC 5741 a été découverte par l'astronome américain Francis Leavenworth en 1885.